# گرته ایگهبورگ نیکلهمو
گرته ایگهبورگ نیکلهمو (انگلیسی: Grete Ingeborg Nykkelmo؛ زادهٔ ۲۵ دسامبر ۱۹۶۱) ورزشکار دوگانه، اسکی‌باز صحرانوردی، و ورزشکار دو و میدانی اهل نروژ است.